# Fokker V.4

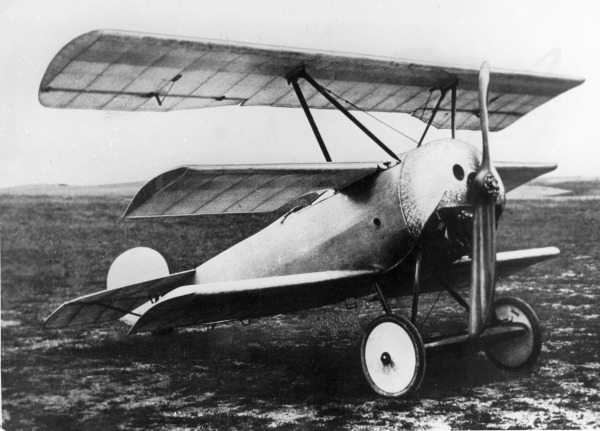
Fokker V.4 met vrijdragende vleugels

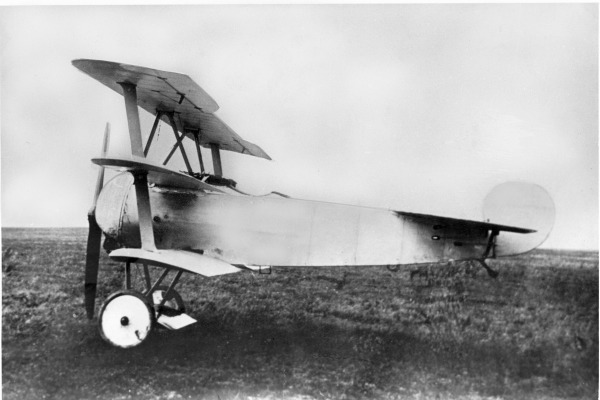
Fokker V.4 met V.5 vleugels en vleugelstijlen

De Fokker V.4 was een Duits prototype gevechtsvliegtuig uit de Eerste Wereldoorlog. Geïnspireerd door de succesvolle Sopwith Triplane besloot Anthony Fokker om ook een driedekker jachtvliegtuig te bouwen. Reinhold Platz was verantwoordelijk voor het ontwerp. De V.4 leek erg veel op de latere Fokker Dr.I driedekker, maar is gemakkelijk te herkennen aan het ontbreken van vleugelstijlen. Alle drie de vleugels waren vrijdragend en de kleinere twee onderste vleugels hadden een identieke spanwijdte. Het richtingroer was gebalanceerd, maar deze voorziening ontbrak bij de rolroeren en het hoogteroer.
In het verleden kreeg dit vliegtuig ten onrechte de V.3-aanduiding. Luchtvaarthistoricus Peter M. Grosz corrigeerde uiteindelijk deze fout tijdens zijn onderzoek naar de ontwikkeling en bouw van Fokker-jagers.
De V.4 werd uiteindelijk uitgerust met Fokker V.5 vleugels en naar Oostenrijk-Hongarije gebracht voor evaluatie.

## Variant

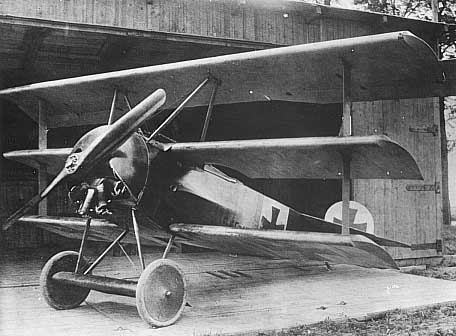
Fokker V.5 (F.I), het definitieve prototype van de fameuze Fokker Dr.I

Fokker V.5Dit is het definitieve prototype van de Fokker Dr.I. Van de V.5, ook wel aangeduid als Fokker F.I, zijn er in 1917 totaal drie gebouwd. De V.5 verschilt slechts op enkele vleugeldetails (vorm van vleugeltip en rolroer) van de Dr.I.